# Giuseppe Taddei
Giuseppe Taddei, född 26 juni 1916 i Genua, död 2 juni 2010 i Rom, var en italiensk operasångare (baryton). 
Taddei debuterade i Rom 1936 som härolden i Lohengrin. Han blev mycket berömd för sina tolkningar inom det komiska facket, bland annat Figaro i Figaros bröllop, Falstaff, Belcore och Dulcamara i Kärleksdrycken, men blev också uppskattad i det dramatiska.